# 拉拉帕
拉拉帕，是西班牙埃斯特雷马杜拉巴达霍斯省的一个市镇。总面积8平方公里，2001年普查人口總數為313人，人口密度為每平方公里39人。